# دانيال روش (مؤرخ)
دانيال روش (بالفرنسية: Daniel Roche)‏ هو مؤرخ فرنسي، ولد في 26 يوليو 1935 في باريس في فرنسا.